# طوبين زبابي فضولي
الطوبين الزبابي الفضولي (الاسم العلمي: Uropsilus investigator)، هو نوع من الثدييات يتبع فصيلة الطوبينيات. يتواجد في محافظة يونان في الصين.